# 长寿五天女
長壽五天女，是藏傳佛教的五位空行母，也是珠穆朗瑪峰的五位山神，又稱珠穆朗瑪五仙女、雪山五聖母、吉祥長壽五空行母，即祥壽天女、翠顏天女、貞慧天女、冠詠天女和施仁天女等五位仙女，依次為執掌福壽、預言（先知）、農田、財寶和牲畜之女神。
第一尊祥壽天女，著白衣，其座騎為白色雪獅，掌福壽，可賜予信徒幸福、長壽；第二尊翠顏天女，著藍衣，其座騎為藍色寶馬（或驢），掌預言，常用神諭讓修行者得知未來，或讓修行者在鏡中看到未來的事；第三尊貞慧天女，著黃衣，騎乘黃虎，可賜與修行者土地或保佑農業收成；第四尊冠詠天女，著赤衣，乘紅鹿，可賜與修行者財寶或保佑行商利益；第五尊施仁天女，著綠衣，乘青龍，可保佑六畜興旺，動物健康。
傳說她們遇到蓮花生大師以後，成為其護法神，居住於珠穆朗瑪峰，故別號「翠妃雪峰」（崗童婷該莫）。而密勒日巴祖師時，五位空行母也曾經成為其護法。